# 黃學元
黄学元（？—？），字汝一、一字銓熙，福建泉州府惠安縣沈厝人。

## 生平
万历四十六年（1618年）戊午科福建乡试举人，天啓五年（1625年）乙丑科進士，授广东廉州府灵山县知县，擢南京礼部主事，历员外郎、郎中，出知四川顺庆府，甫三月，卒于任。

## 家族
祖黄森，字淑乔，號晓峰，嘉靖三十二年癸丑进士，官岷府長史。父黄廷拔，赠文林郎灵山县知县。
孙黄彦标，字树之，號朴亭，康熙三十三年甲戌进士。